# بريدون هوبز
بريدون هوبز (بالإنجليزية: Braydon Hobbs)‏ مواليد 17 مايو 1989 في نيو ألباني، هو لاعب كرة سلة أمريكي. بدأ مسيرته الاحترافية في سنة 2012. يلعب كلاعب هجوم خلفي. يحمل الرقم 15. لعب مع غيسن فورتي سيكسرز وراتيوفارم أولم في الدوري الألماني لكرة السلة.

## روابط خارجية
- بريدون هوبز على موقع الدوري الأوروبي لكرة السلة (الإنجليزية)
- بريدون هوبز على موقع كرة السلة الأوروبية.كوم (الإنجليزية)
- بريدون هوبز على موقع ريلجم (الإنجليزية)
- بريدون هوبز على موقع بروبوليرز (الإنجليزية)
- بريدون هوبز على موقع سبورتس رفرنس (الإنجليزية)